# تپه‌های خرگدار ره (۲–۱)
تپه‌های خرگدار ره (۲–۱) مربوط به عصر آهن است و در شهرستان دورود، بخش سیلاخور، دهستان چالانچولان، ۱/۱ کیلومتری شمال شرقی روستای ده حاجی واقع شده و این اثر در تاریخ ۱۳ آبان ۱۳۸۶ با شمارهٔ ثبت ۱۹۸۲۹ به‌عنوان یکی از آثار ملی ایران به ثبت رسیده است.